# Piccolo Coro dell'Antoniano

Il Piccolo Coro dell'Antoniano

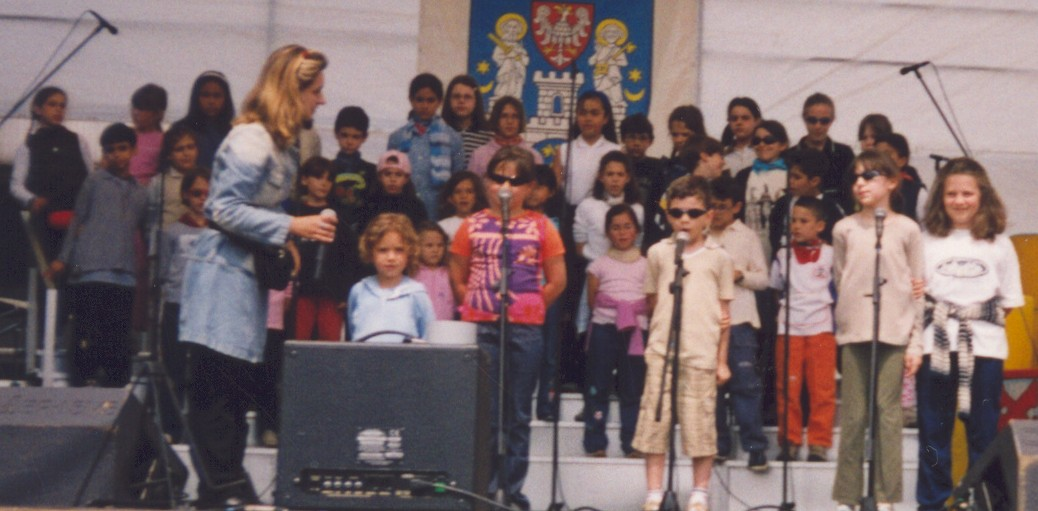
Polonia 2001

Piccolo Coro dell' Antoniano (en español: Pequeño Coro del Antoniano) es un coro infantil célebre en el mundo, institución más famosa del Instituto Antoniano de Bolonia.
Nace en octubre de 1963, como un brote espontáneo de la quinta edición del Zecchino d'Oro.
Los directores que ha tenido son: Mariele Ventre (1963-1995), Sabrina Simoni (1995-2025), Margherita Gamberini (2025-).
En 1978 participan del álbum "Tiren papelitos muchachos!", un tributo al Mundial de Fútbol Argentina ´78, con el tema "Chin Chin en todo el mundo" (Cin cin in tutto il mondo)
En 1995, participaron en el álbum tributo Tributo ad Augusto en homenaje a Augusto Daolio, vocalista de la banda Nomadi, interpretando con esta última la canción «Crescerai».